# Treviso Foot Ball Club 1993
El Treviso Foot Ball Club 1993, conegut comunament com a Treviso, és un club italià de futbol amb seu a Treviso, Vèneto, que competeix a la Serie D, la quarta categoria del futbol italià.
El Football Club Treviso es va fundar originalment l'any 1909, mentre que la societat actual es remunta al 1921. L'equip juga els seus partits a casa a l'Stadio Omobono Tenni, de 10.000 places, des de 1933.